# Газовість гірських порід
Газовість гірських порід (рос.газообильность горных пород, англ. gas content of rocks; нім. Gasanreicherung f) – кількість газу, що виділяється в гірничі виробки. 
Розрізняють Газовість гірських порід:
- абсолютну - дебіт газу за одиницю часу (м3/с або м3/доб) та

- відносну - кількість газу, що виділився за певний час, і віднесену до одиниці маси або обсягу вугілля, руди або породи, добутих за цей же період (м3/т або м3/ м3).

Синонім - ГАЗОВМІСТ, БАГАТОГАЗНІСТЬ.